# Station Vigerslev Allé
Station Vigerslev Allé is een S-tog-station in Kopenhagen, Denemarken.
Het station is geopend op 8 januari 2005.
Hellerup · Ryparken · Bispebjerg · Nørrebro · Fuglebakken · Grøndal · Flintholm · KB Hallen · Ålholm · Danshøj · Vigerslev Allé · Ny Ellebjerg